# Akim Akimovič Karpov
Akim Akimovič Karpov (rusko Аки́м Аки́мович Ка́рпов), ruski general, * 1767, † 26. marec 1837.
Bil je eden izmed pomembnejših generalov, ki so se borili med Napoleonovo invazijo na Rusijo; posledično je bil njegov portret dodan v Vojaško galerijo Zimskega dvorca.

## Življenje
Leta 1782 je vstopil med Kozake in naslednje leto je bil povišan v stotnika. Boril se je proti gorskim plemenom na Kavkazu, na Kubanu in Čečeniji. 
Leta 1799 je bil povišan v polkovnika ter se udeležil bojev proti Turkom (1807–11). 29. decembra 1809 je bil povišan v generalmajorja; leta 1810 se je udeležil bojev proti Tatarom. 
Leta 1812 je bil poveljnik sprva 8, nato pa 10 kozaških polkov v sestavi 2. zahodne armade. 30. avgusta 1814 je bil povišan v generalporočnika. 
Po vojni je postal poveljnik celotne kozaške konjeniške artilerije in leta 1819 je postal član komiteja za vojaške enote donskih Kozakov. Upokojil se je 11. marca 1836.